# Den Islamiske Frelserfront
Den Islamiske Frelserfront Islamic Salvation Front (arabisk: الجبهة الإسلامية للإنقاذ, al-Jabhah al-Islāmiyah lil-Inqādh; fransk: Front Islamique du Salut) er et algerisk parti, som i 1991 stod til at vinde, indtil den siddende regering aflyste valget.
| Politisk parti | Spire Denne artikel om et politisk parti eller gruppe er en spire som bør udbygges. Du er velkommen til at hjælpe Wikipedia ved at udvide den. |